# Treat People with Kindness
"Treat People with Kindness" is een nummer van de Britse singer-songwriter Harry Styles. Het nummer verscheen op zijn album Fine Line uit 2019. Op 9 januari 2021 werd het nummer uitgebracht als de zesde single van het album.

## Achtergrond
"Treat People with Kindness" is geschreven door Styles, Jeff Bhasker en Ilsey Juber en geproduceerd door Bhasker. In 2017 had Styles voor het eerst een button met de tekst "Treat people with kindness" op zijn gitaar geplakt. De zin ging een eigen leven leiden; fans vonden het een sterke tekst en droegen zelfs T-shirts met de zin naar concerten van Styles. In interviews noemde Styles het een "mantra". In 2018 begon hij met het verkopen van merchandise waarop de zin prominent aanwezig was en bombardeerde de zin tot de slogan van zijn tournee van dat jaar. Toen hij aan zijn tweede album Fine Line werkte, schreef hij ook een nummer met deze titel. Het is een van de laatste nummers die voor dit album werd geschreven.
Op "Treat People with Kindness" zijn veel soul- en funkmuzikanten te horen, en bevat ook een strijkkwartet. Ook zijn leden van het gospelkoor Sunday Service Choir te horen. Daarnaast verzorgen Lucius-zangeressen Jess Wolfe en Holly Laessig de achtergrondzang. Zij waren uitgenodigd om aan een ander nummer van het album bij te dragen toen Styles hen vroeg om de achtergrondzang van "Treat People with Kindness" te verzorgen. De zangeressen zijn prominent aanwezig op de opname; in een interview vertelden zij zelfs dat zij aan Styles hadden gevraagd om als uitvoerend artiest op het nummer te worden genoemd, iets dat niet gebeurde. Volgens Styles is het nummer een eerbetoon aan een interview van David Bowie.
Op 1 januari 2021 verscheen er een videoclip voor "Treat People with Kindness", waarin onder meer actrice Phoebe Waller-Bridge te zien is. Volgens regisseur Ben Turner is de clip geïnspireerd door een dans uit de film Stormy Weather uit 1943. De clip ontving in 2021 in de categorie "Beste choreografie". een MTV Video Music Award Op 9 januari werd het nummer vervolgens officieel als single uitgebracht. Het behaalde een aantal hitlijsten en behaalde het meeste succes in Nieuw-Zeeland, waar het de achtste plaats haalde. In het Verenigd Koninkrijk kwam het enkel tot plaats 27 in de downloadlijst en in de Verenigde Staten werd de achttiende plaats in de "Bubbling Under"-lijst met tips voor de Billboard Hot 100 bereikt. In Nederland haalde de single de Top 40 niet en bleef het steken op de tiende plaats in de Tipparade.

## NPO Radio 2 Top 2000
| Nummer met noteringen in de NPO Radio 2 Top 2000 | '22 | '23 | '24  |
| ------------------------------------------------ | --- | --- | ---- |
| Treat People with Kindness                       | 955 | 960 | 1248 |

1. ↑  Een vetgedrukt getal geeft de hoogste notering aan.
2. ↑  2022 was het eerste jaar met een notering voor dit nummer.